# 米拉旦瀑布
米拉旦瀑布位於台東縣延平鄉，源於登能不山東北側鹿寮溪無名支流溪谷。瀑布標高約570公尺至400公尺，總落差約170公尺。瀑布分三層落下，由上層至下層，落差分別約為80公尺、60公尺及20公尺。其上游約900公尺處，即為登能不山大瀑布。由武陵產業道路沿溪側終點起溯，約4公里處即可看見米拉旦瀑布於右岸山麓分三層落下。

## 解
1. ↑  根據《臺灣通用電子地圖【NLSC】》、《臺灣通用正射影像【NLSC】》對照。